# Нестор Серпа Картолини
Нестор Серпа Картолини (на испански: Néstor Cerpa Cartolini) е перуански революционер комунист.
Той е вторият човек в ръководството на Революционно движение Тупак Амару. Ръководи нападението на японското посолство в Лима с цел освобождаване на политически затворници на 17 декември 1996 г.
Картолини е екзекутиран без съд и присъда, след като командоси от Въоръжените сили на Перу нахлуват в сградата на посолството и освобождават заложниците.